# Laux Maler
Pour les articles homonymes, voir Laux (homonymie) et Maler.
Laux Maler, né en 1485 et mort le 5 juillet 1552, est un luthier d'origine allemande, actif à Bologne au XVIe siècle.

## Biographie
Il est un des plus importants luthiers du XVIe siècle. D’origine allemande, il exerce ses activités durant la première moitié du siècle à Bologne où sa famille avait émigré ; il commence son commerce vers 1518 en lui donnant une grande ampleur. Il est l'un des créateurs du luth moderne à 9 côtes; ainsi le luthiste Gauthier le qualifie de maître, le seul capable de faire de beaux luths à 9 côtes. 
Travaillant avec son fils, sa production est impressionnante : des fournitures pour plus d’un millier d’instruments furent retrouvées dans leur atelier après la mort de son fils qui fut aussi son successeur.
Ses instruments, très réputés, figurent dans de grandes collections. On cite, par exemple, celle des banquiers Fugger, riches marchands d’Augsbourg, qui possèdent, parmi un ensemble de 140 luths, des pièces issues de la production de ses ateliers.
Le musée de Vienne possède de lui un luth construit vers 1520 et portant l'étiquette Laux Maler. Un même instrument se trouve au Kensington Museum de Londres et un théorbe de 1515 au musée silésien de Breslau.